# Hollingsworth Glacier
Hollingsworth Glacier är en glaciär i Antarktis. Den ligger i Östantarktis. Australien gör anspråk på området. Hollingsworth Glacier ligger 1 182 meter över havet.
Terrängen runt Hollingsworth Glacier är lite kuperad.  Trakten är obefolkad. Det finns inga samhällen i närheten.